# Clambus smetanai
Clambus smetanai är en skalbaggsart som beskrevs av Endrödy-younga 1981. Clambus smetanai ingår i släktet Clambus och familjen dvärgkulbaggar. Inga underarter finns listade i Catalogue of Life.